# Jørn Jespersen
Jørn Ole Jespersen (født 4. december 1955) er en dansk politiker som har repræsenteret Socialistisk Folkeparti i Folketinget 1987-1988 og igen fra 1994-2005.

## Biografi fra Folketingets hjemmeside
Jørn Ole Jespersen, selvstændig konsulentvirksomhed i ledelse og organisation.
Socialistisk Folkeparti – Midlertidigt medlem for Københavns Amtskreds 8. nov.-16. dec. 1983, 6.-31.okt. 1988 og 5.-26. okt. 1989, for Storstrøms Amtskreds 29. okt.-28. nov. 1993. Folketingsmedlem for Københavns Amtskreds 8. sept. 1987-9. maj 1988 og for Storstrøms Amtskreds fra 21. sept. 1994.
Født 4. december 1955 i Slagelse, søn af Jens Oluf Jespersen og Ruth Vibeke Jespersen.
Østre Skole Slagelse 1962-71, student Slagelse Gymnasium 1974, lærereksamen Blaagaard Seminarium 1982, HD i organisation og personaleudvikling, Handelshøjskolen i København 1987.
Sekretariatsleder i Organisationen for Vedvarende Energi, (OVE), lærer ved VUC i Københavns Amt, projektleder i byggefirma, uddannelseskonsulent. Selvstændig konsulentvirksomned i ledelse og organisation fra 1994.
Formand for SFU 1977-79, medlem af SF's hovedbestyrelse 1980-88 og 1990-94.
Partiets kandidat i Glostrupkredsen 1981-91 og i Vordingborg-, Langebæk- og Mønkredsen fra 1992.